# Území bojiště u Přestanova, Chlumce a Varvažova
Území bojiště u Přestanova, Chlumce a Varvažova je krajinná památková zóna, která se rozkládá v Chabařovické pánvi v okresech Ústí nad Labem a Teplice v Ústeckém kraji. Jejím přirozeným centrem je město Chlumec. Bojiště u Přestanova, Chlumce a Varvažova bylo jako historická krajina mimořádné hodnoty prohlášeno Ministerstvem kultury České republiky podle vyhlášky č. 208/1996 krajinnou památkovou zónou v roce 1996. Tato památková zóna s rozlohou 749 ha patří spíše k menším z 25 krajinných památkových zón, které byly do roku 2017 vyhlášeny na území České republiky.

## Geografie
Krajina památkové zóny má převážně zemědělský charakter. Její současnou podobu v porovnání s minulostí ovlivnil rozvoj města Chlumce v druhé polovině 20. století a pozdější satelitní výstavba obytných zón v oblasti Stradova. Z geomorfologického hlediska se toto území, na němž se udála historicky významná válečná střetnutí, nachází v Chabařovické pánvi, která je součástí geomorfologického celku Mostecké pánve. Nejsevernější okraje památkově chráněného území zasahují k úpatí Nakléřovské hornatiny, která náleží do Krušných hor. Z rovinatého terénu na severovýchodě od Chlumce vystupuje subvulkanické těleso vrchu Horka (313 m n. m.). Z administrativního hlediska chráněné území leží v okrese Ústí nad Labem, pouze jeho západní část zasahuje na katastr Unčína a Soběchleb, které jsou součástí města Krupky v okrese Teplice.

## Historie

### Raný středověk
Území, na němž se rozkládá krajinná památková zóna, bylo podle historických pramenů osídleno již v raném středověku. Podle informace z 13. století mělo již v roce 993 na vrchu Horka stát knížecí strážní hradiště s celnicí, které chránilo cestu přes Nakléřovský průsmyk do Míšně. Ve směru do českého vnitrozemí se u Chlumce tato cesta dělila na dvě větve, které směřovaly buď přes Lovosice nebo přes Bílinu do Prahy. V roce 1040 kníže Břetislav I. zabránil u Chlumce vpádu německého krále Jindřicha III. do Čech.

### 12.–17. století
Nejznámější středověkou událostí byla bitva u Chlumce mezi českým knížetem Soběslavem I. a římským králem Lotharem III., k níž došlo 18. února 1126. Vítězství českého vojska nad armádou Lothara III. přispělo k upevnění moci Přemyslovců a rozvoji českého státu. Další významný vojenský střet se na Ústecku odehrál 16. června 1426 u Chabařovic, kdy zde početně mnohem slabší husitské oddíly porazily mnohem silnější armádu říšskoněmeckých žoldnéřů. Vojenským střetům se nevyhnula tato podkrušnohorská oblast během třicetileté války, kdy v důsledku válečných událostí byla prakticky všechna sídla kolem Chlumce vylidněna. V druhé polovině 17. století zde jako pozoruhodná krajinná dominanta kaple Nejsvětější Trojice, kterou v letech 1685–1691 na vrchu Horka nechal postavit majitel chlumeckého panství Jan František Krakovský z Kolovrat jako projev díků za to, že zdejší kraj byl uchráněn před morovou epidemií.

### Bitva v roce 1813

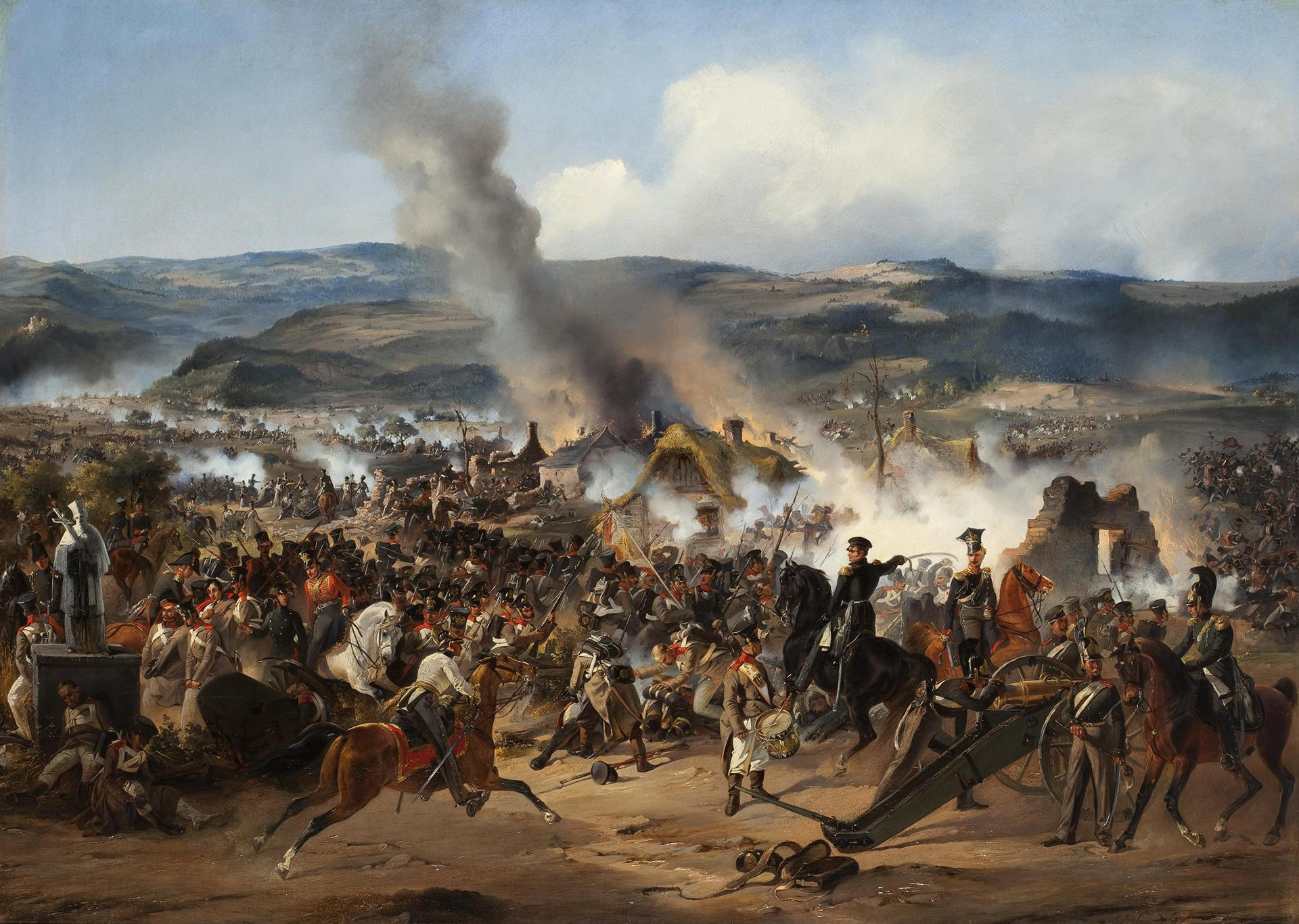
Bitva u Chlumce na obraze ruského malíře německého původu Alexandera von Kotzebua

Největším vojenským střetnutím evropského významu v prostoru Nakléřov – Chlumec – Přestanov – Varvažov byla bitva u Chlumce, která se zde odehrála konce srpna roku 1813 mezi francouzskými, ruskými, pruskými a rakouskými vojsky. Hlavní bitva proběhla ve dnech 29. a 30. srpna 1813. Zatímco střetnutí prvního dne bitvy skončilo ve prospěch francouzských napoleonských vojsk, druhý den se situace zcela obrátila. Bitva skončila všeobecnou panikou a úprkem francouzských vojsk a jen části francouzské armády se podařilo probít se do hor přes pruské oddíly u Nakléřova. Výsledky bitvy byly tragické pro obě strany – celkem zde zahynulo na 9 300 spojeneckých vojáků, z nichž většinu tvořili Rusové, kteří během prvního dne bitvy odolávali francouzskému náporu. Na francouzské straně bylo kolem 11 000 padlých (uvádí se, že během prvního dne bitvy na každé straně, spojenecké i napoleonské, padlo kolem 6 000 vojáků). Během tohoto rozsáhlého střetnutí byly zcela zničeny obce Chlumec, Stradov, Žandov, Přestanov, Roudné a Dolní Varvažov.

## Předmět ochrany
Předmětem ochrany je celé území historického bojiště v oblasti Chlumce, Přestanova a Varvažova s desítkami válečných památníků a hromadných hrobů. Jako první byl v místech bojů u Varvažova odhalen již 8. září 1817 Pruský pomník. Následovalo vybudování Rakouského pomníku (Pomník generála Colloredo-Mansfelda), který byl v centru Varvažova odhalen 17. září 1825. K Ruskému památníku u Přestanova byl položen základní kámen 28. září 1835. Na počátku 20. století, v roce 1911, vznikl v prostoru Přestanov – Stradov – Unčín Francouzský pomník a v roce 1913 byl u příležitosti 100. výročí bitvy v Chlumci odhalen největší ze zdejších pomníků, tzv. Jubilejní památník. Mezi nejvýznamnější pietní místa patří i Památník 10 000 padlých v místě hromadného hrobu, do nějž byly nedaleko Ruského památníku v roce 1835 uloženy shromážděné ostatky padlých vojáků. Kromě tohoto největšího masového hrobu na území Čech jsou na Ústecku ostatky vojáků, padlých v roce 1813, uloženy ještě v hromadném hrobě na hřbitově v Chlumci a další podobný hrob (již mimo území krajinné památkové zóny) je u Petrovic.

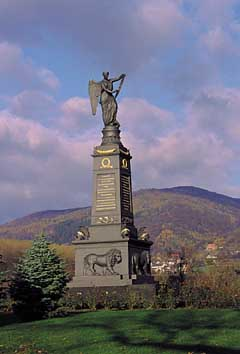
Ruský pomník z r. 1835 u Přestanova
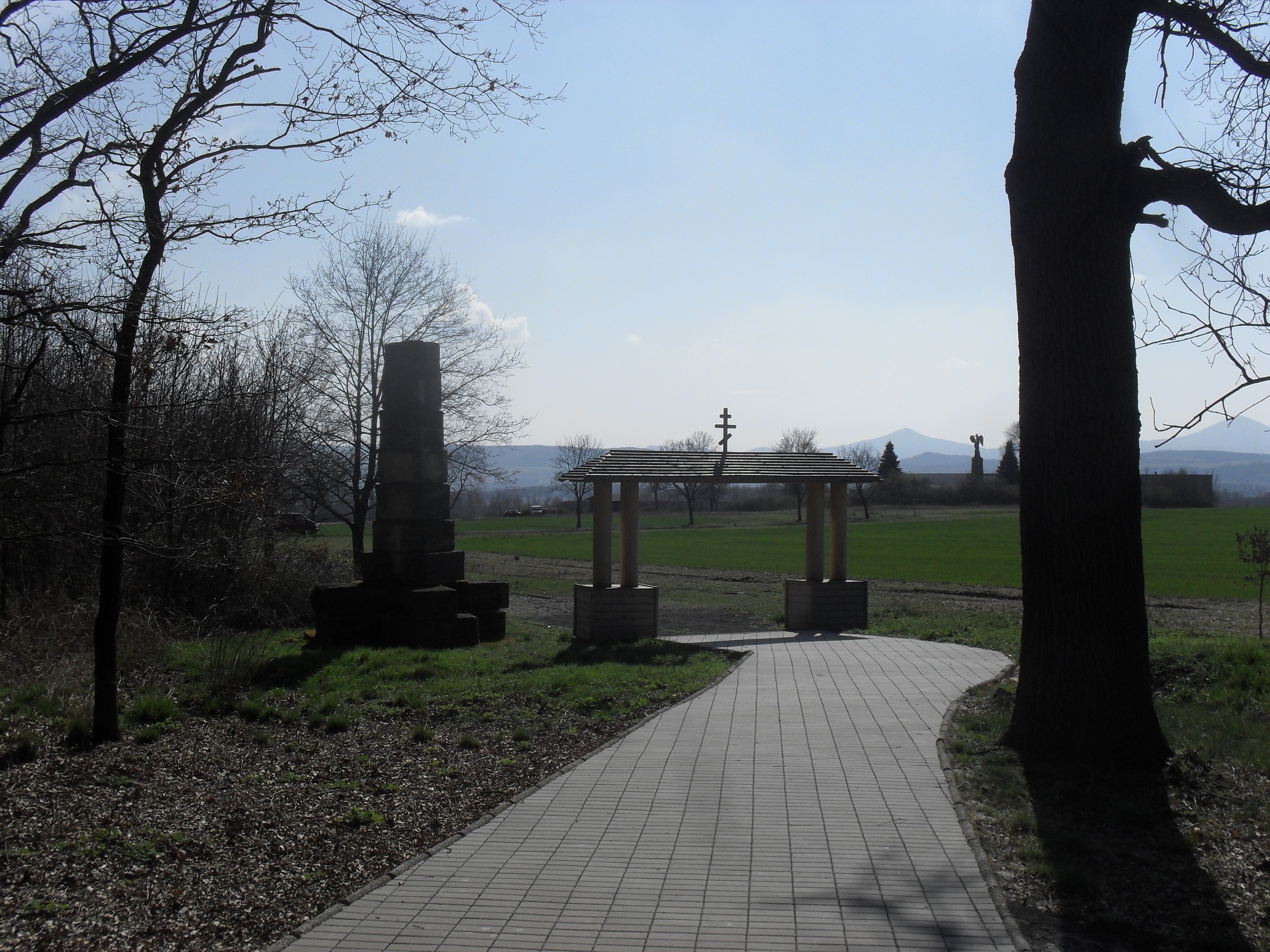
Památník 10 000 padlých vojáků
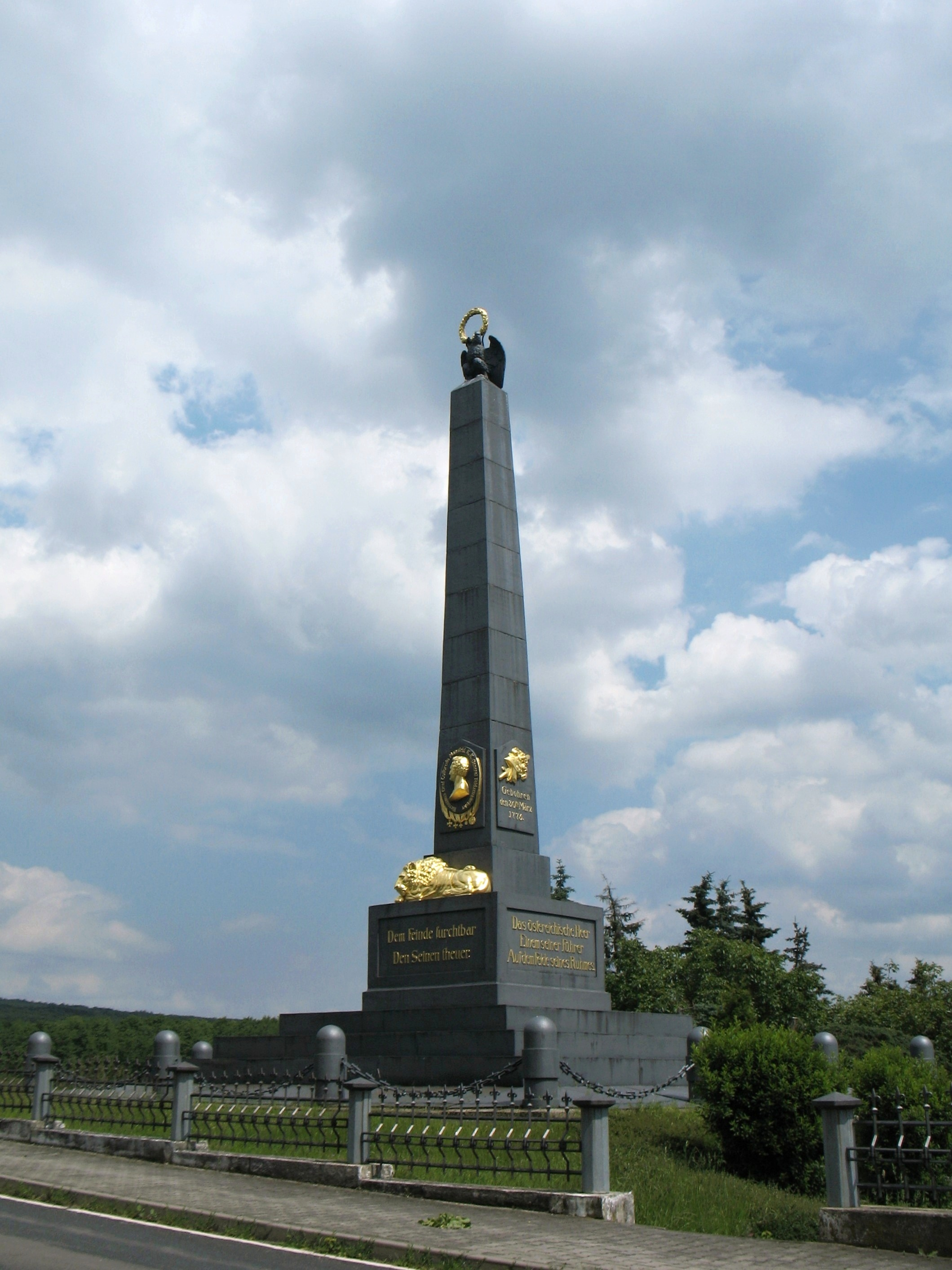
Rakouský památník v centru Varvažova
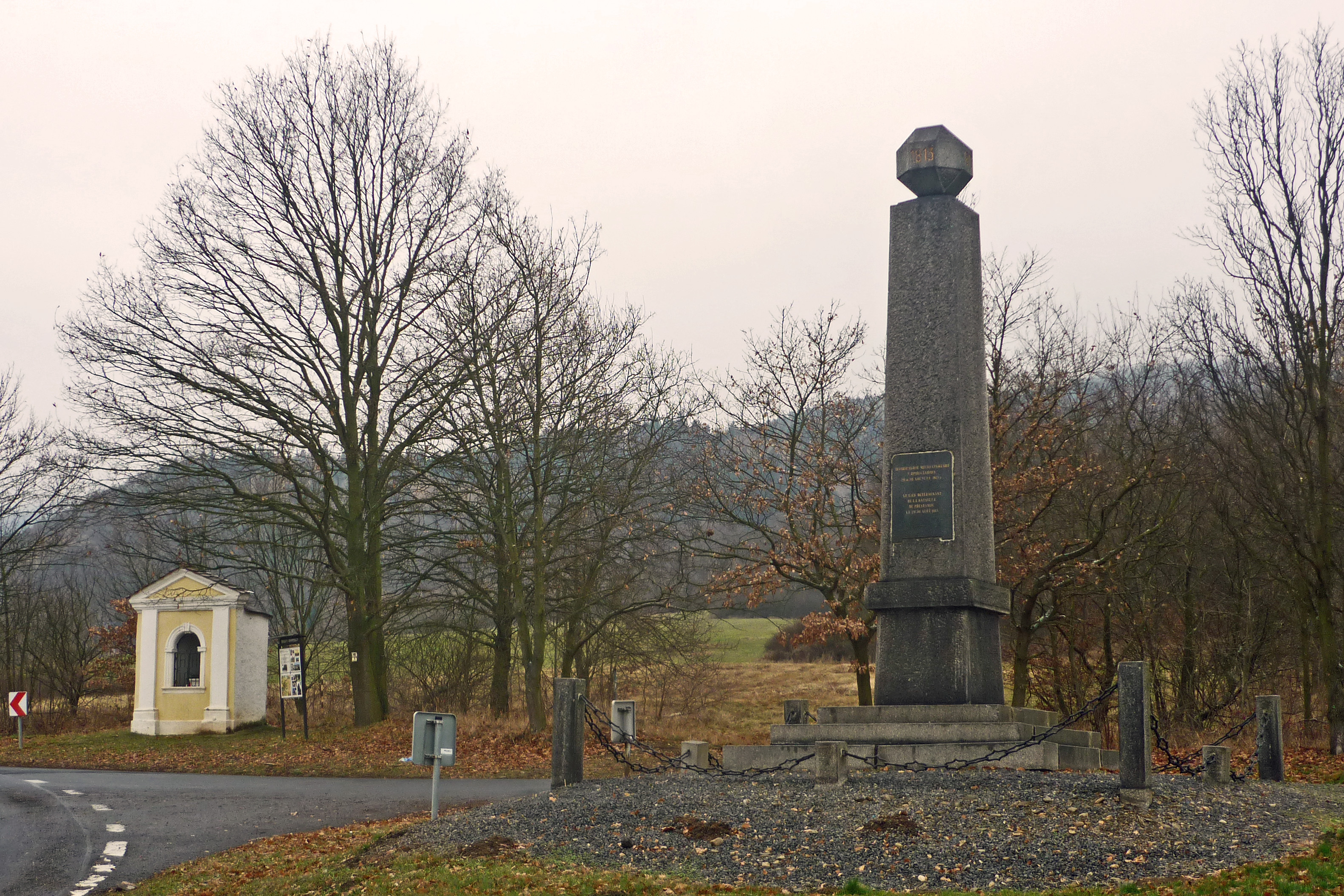
Památník zlomu bitvy u Přestanova
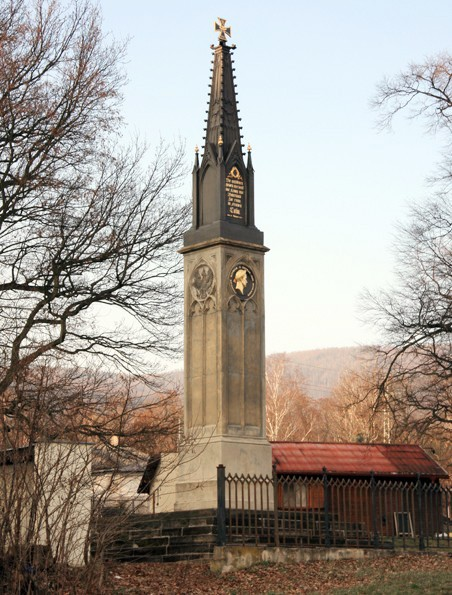
Pruský pomník ve Varvažově
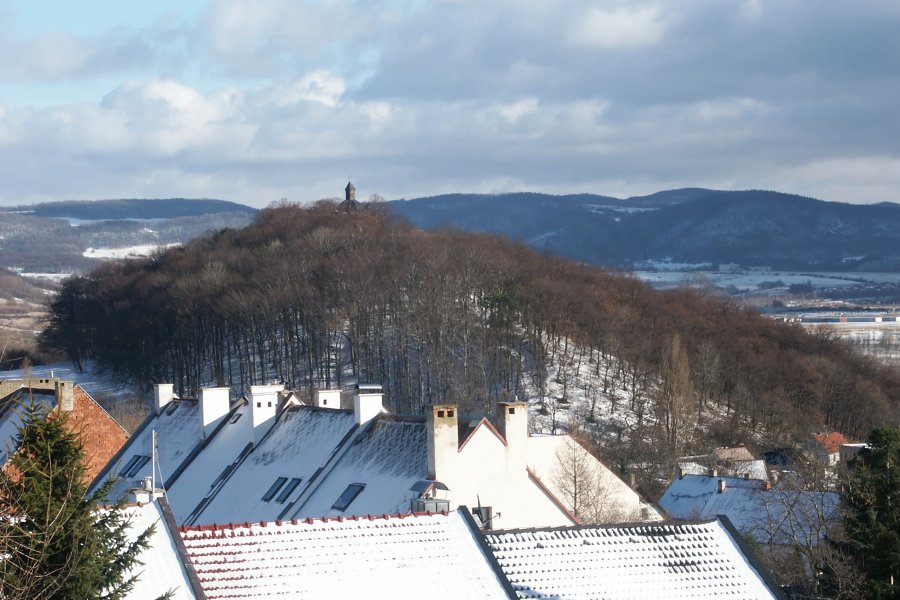
Vrch Horka s kaplí Nejsvětější Trojice

## Hranice památkově chráněného území
Na severozápadě hranice památkové zóny začíná ve Varvažově na silnici II/248. Po ní pak pokračuje na jih až k silnici I/13 a dále k západní hraně bývalého lomu. Odtud hranice chráněného území vede k Chlumci, kde po východním břehu obchází Zámecký rybník a pokračuje na jihozápad. Když dosáhne silnice I/30, obrací se po ní k severozápadu ke křižovatce se silnicí I/13. Po silnici I/13 je hranice památkové zóny vedena dále na jihozápad kolem Přestanova až na katastrální území Unčína. U Soběchleb opouští tuto komunikaci a obrací se na sever k Unčínu. Unčín obchází po východním okraji zástavby směrem na sever, až dojde k železniční trati Děčín – Oldřichov u Duchcova, která tvoří severní hranici krajinné památkové zóny až k Varvažovu.